# Simon de Melun
Simon de Melun (XIII secolo – Courtrai, 11 luglio 1302) è stato un militare francese, maresciallo di Francia nel 1290.

## Biografia

Blasone

Quarto figlio di Adam III visconte di Melun e della contessa di Sancerre, seguì nel 1269 Luigi IX nell'Ottava crociata, con quattro cavalieri.
Aveva nel 1282 il comando militare della provincia di Linguadoca, con la carica di maestro dei balestrieri.
Il re di Maiorca, signore di Montpellier, pretendeva di considerarsi sovrano assoluto della città: Simon de Melun lo obbligò a riconoscere la sovranità della Corona di Francia; il visconte di Narbona coi suoi fratelli strinse alleanza col re di Castiglia contro la Francia, Simon li fece arrestare. In considerazione dei servigi resi Filippo l'Ardito gli donò il castello di Montlaur nella diocesi di Narbona; nel 1290 Simon cedette la proprietà all'abbazia della Grasse, e nell'atto di vendita si qualificò "Chevalier et Maréchal de France".
Il sovrano lo nominò nello stesso anno comandante sulla Catalogna, il Rossiglione e la Linguadoca, con l'ordine di proseguire la guerra contro i re di Maiorca e d'Aragona, ben presto costretti ad una tregua e quindi alla pace.
Siniscalco del Périgord, del Quercy e del Limosino già prima del 1291, fu inviato nel 1292 a sorvegliare il rispetto della tregua conclusa col re d'Inghilterra Edoardo I.
Combatté poi nella guerra di Guascogna sotto Carlo di Valois nel 1294, sotto Roberto II d'Artois nel 1296, e nella guerra di Fiandra, di nuovo sotto il conte di Valois nel 1297.
Era alla testa dell'attacco francese alla battaglia di Courtrai, dove trovò la morte.